# Courbépine
Courbépine est une commune française située dans le département de l'Eure en région Normandie.

## Géographie

### Localisation
|                                | Le Theil-Nolent | Folleville (exclave du hameau de la Bretagne), Boissy-Lamberville |
| Malouy Saint-Martin-du-Tilleul | Courbépine      | Plasnes Valailles                                                 |
| Bernay                         | Menneval        |                                                                   |

### Hydrographie
La commune est située dans le bassin Seine-Normandie. Elle n'est drainée par aucun cours d'eau,.

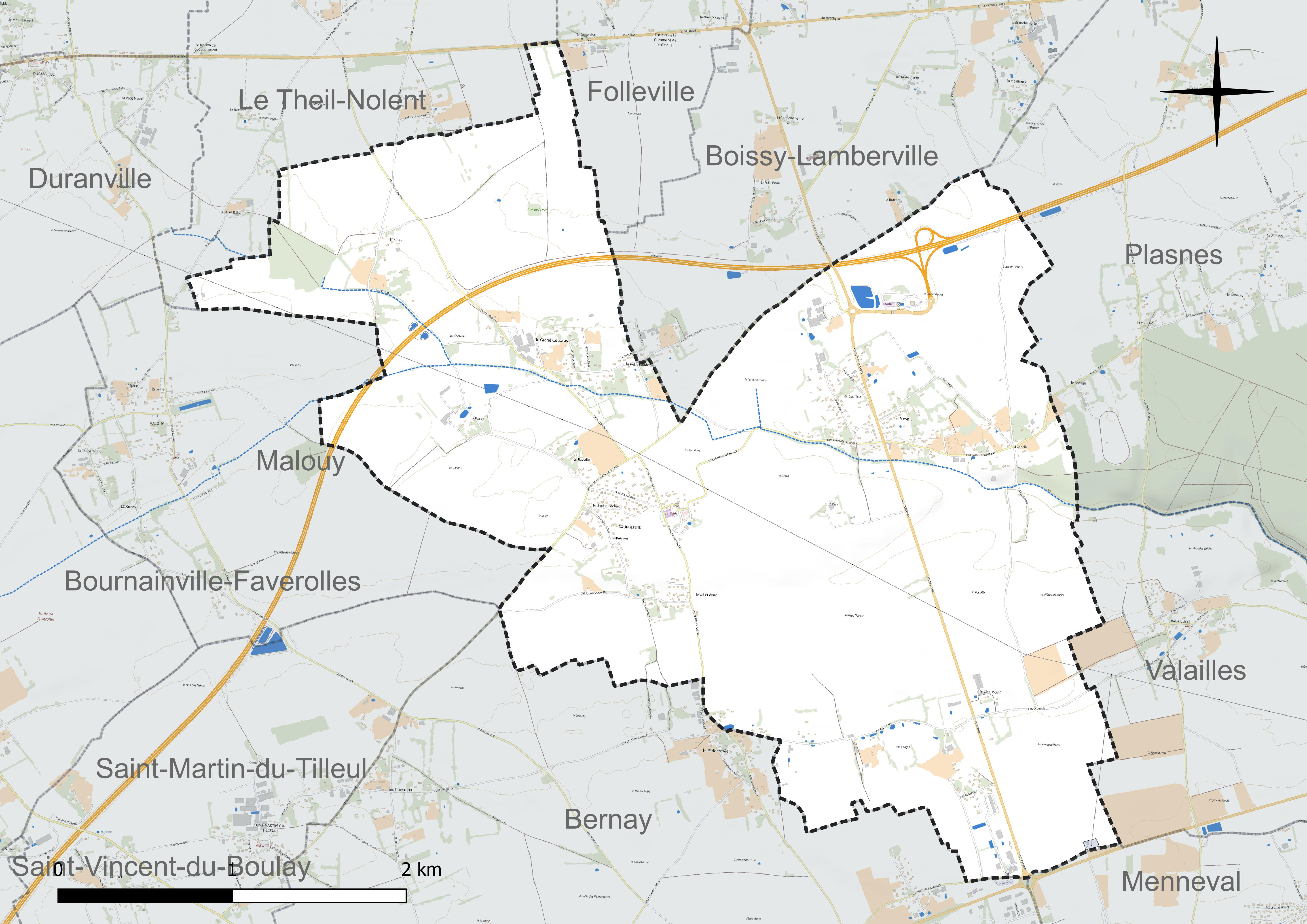
Réseau hydrographique de Courbépine.

### Climat
Pour des articles plus généraux, voir Climat de la Normandie et Climat de l'Eure.
En 2010, le climat de la commune est de type climat océanique dégradé des plaines du Centre et du Nord, selon une étude du CNRS s'appuyant sur une série de données couvrant la période 1971-2000. En 2020, Météo-France publie une typologie des climats de la France métropolitaine dans laquelle la commune est exposée à un climat océanique et est dans la région climatique  Côtes de la Manche orientale, caractérisée par un faible ensoleillement (1 550 h/an) ; forte humidité de l’air (plus de 20 h/jour avec humidité relative > 80 % en hiver), vents forts fréquents. Parallèlement le GIEC normand, un groupe régional d’experts sur le climat, différencie quant à lui, dans une étude de 2020, trois grands types de climats pour la région Normandie, nuancés à une échelle plus fine par les facteurs géographiques locaux. La commune est, selon ce zonage, exposée à un « climat contrasté des collines », correspondant au Pays d’Auge, Lieuvin et Roumois, moins directement soumis aux flux océaniques et connaissant toutefois des précipitations assez marquées en raison des reliefs collinaires qui favorisent leur formation.
Pour la période 1971-2000, la température annuelle moyenne est de 10,1 °C, avec  une amplitude thermique annuelle de 13,6 °C. Le cumul annuel moyen de précipitations est de 812 mm, avec 12,4 jours de précipitations en janvier et 8,5 jours en juillet. Pour la période 1991-2020, la température moyenne annuelle observée sur la station météorologique la plus proche, située sur la commune de Bernay à 5 km à vol d'oiseau, est de 10,9 °C et le cumul annuel moyen de précipitations est de 666,9 mm,. Pour l'avenir, les paramètres climatiques de la commune estimés pour 2050 selon différents scénarios d’émission de gaz à effet de serre sont consultables sur un site dédié publié par Météo-France en novembre 2022.

## Urbanisme

### Typologie
Au 1er janvier 2024, Courbépine est catégorisée commune rurale à habitat dispersé, selon la nouvelle grille communale de densité à 7 niveaux définie par l'Insee en 2022.
Elle est située hors unité urbaine. Par ailleurs la commune fait partie de l'aire d'attraction de Bernay, dont elle est une commune de la couronne,. Cette aire, qui regroupe 36 communes, est catégorisée dans les aires de moins de 50 000 habitants,.

### Occupation des sols
L'occupation des sols de la commune, telle qu'elle ressort de la base de données européenne d’occupation biophysique des sols Corine Land Cover (CLC), est marquée par l'importance des territoires agricoles (93,1 % en 2018), en diminution par rapport à 1990 (97,2 %). La répartition détaillée en 2018 est la suivante : 
terres arables (79,6 %), prairies (9,8 %), zones urbanisées (5,1 %), zones agricoles hétérogènes (3,7 %), zones industrielles ou commerciales et réseaux de communication (1,5 %), forêts (0,4 %). L'évolution de l’occupation des sols de la commune et de ses infrastructures peut être observée sur les différentes représentations cartographiques du territoire : la carte de Cassini (XVIIIe siècle), la carte d'état-major (1820-1866) et les cartes ou photos aériennes de l'IGN pour la période actuelle (1950 à aujourd'hui).

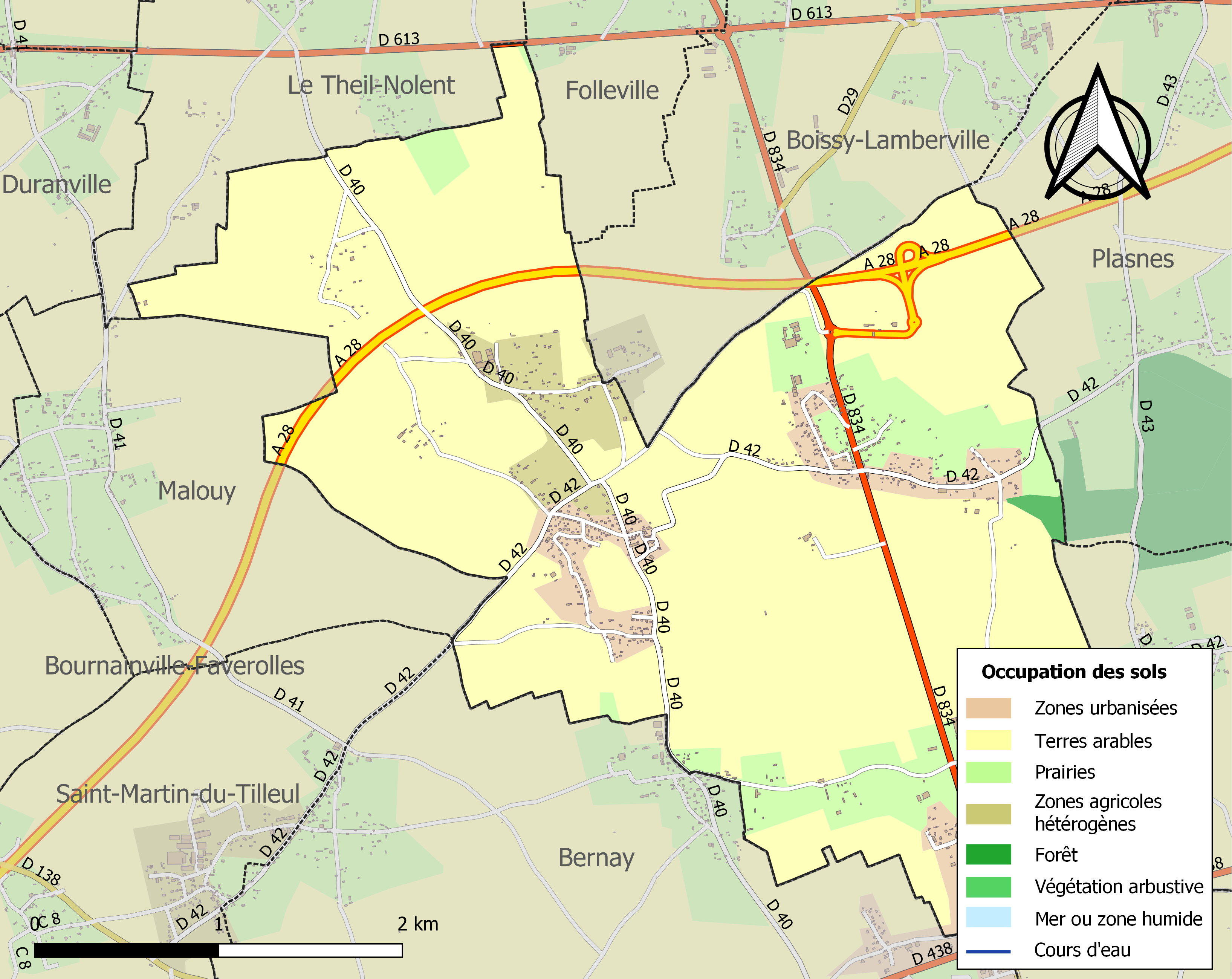
Carte des infrastructures et de l'occupation des sols de la commune en 2018 (CLC).

## Toponymie
Le nom de la localité est attesté sous la forme Corbespina vers l'an 1000, Curba Spina en 1025 (charte de Richard II), Curva Spina en 1414 (obituaire de l’église de Lisieux), Courbespine en 1450 (aveu de l’abbé de Bernay), Courbe Espine vers 1514, Courbe Épine en 1725 (mémoire du marquis d’Argenson), Courbepeine en 1782 (Dictionnaire des postes), Courte Épine en 1791 (lettre du savant Bailly).
Littéralement, « épine courbe », peut-être s'agit-il d'un buisson d'épines ayant une forme arrondie.
Le toponyme peut s'expliquer par l'oïl courbe-espine, « espèce de pomme délicieuse de Normandie »,.

## Histoire
Gislebert Maminot est le fils du chevalier Robert de Courbépigne selon Orderic Vital, membre d'une famille normande substantielle d'un rang moyen,
Il est aussi évoqué la famille d'Estouteville en seigneurs de Courbespine au XVe siècle.
Louis de Prie, marquis de Plasnes, était aussi seigneur de Courbépine.

## Politique et administration

### Résultats électoraux récents
| Scrutin             | 1er tour | 1er tour | 1er tour | 1er tour | 1er tour | 1er tour | 1er tour | 1er tour | 1er tour | 1er tour | 1er tour | 1er tour | 2d tour     | 2d tour     | 2d tour     | 2d tour     | 2d tour     | 2d tour     | 2d tour     | 2d tour     | 2d tour     |
| Scrutin             | 1er      | 1er      | %        | 2e       | 2e       | %        | 3e       | 3e       | %        | 4e       | 4e       | %        | 1er         | 1er         | %           | 2e          | 2e          | %           | 3e          | 3e          | %           |
| ------------------- | -------- | -------- | -------- | -------- | -------- | -------- | -------- | -------- | -------- | -------- | -------- | -------- | ----------- | ----------- | ----------- | ----------- | ----------- | ----------- | ----------- | ----------- | ----------- |
| Présidentielle 2007 |          | UMP      | 28,34    |          | UDF      | 23,80    |          | FN       | 20,59    |          | PS       | 12,03    |             | UMP         | 64,31       |             | PS          | 35,69       | Pas de 3e   | Pas de 3e   | Pas de 3e   |
| Européennes 2009    |          | UMP      | 31,43    |          | MoDem    | 13,14    |          | FN       | 12,57    |          | PS       | 10,29    | Tour unique | Tour unique | Tour unique | Tour unique | Tour unique | Tour unique | Tour unique | Tour unique | Tour unique |
| Régionales 2010     |          | UMP      | 32,98    |          | PS       | 27,23    |          | FN       | 15,18    |          | EELV     | 5,76     |             | UMP         | 40,09       |             | PS-FG-EELV  | 36,12       |             | FN          | 23,79       |
| Présidentielle 2012 |          | UMP      | 32,35    |          | FN       | 26,47    |          | PS       | 20,83    |          | MoDem    | 8,09     |             | UMP         | 60,56       |             | PS          | 39,44       | Pas de 3e   | Pas de 3e   | Pas de 3e   |
| Européennes 2014    |          | FN       | 45,64    |          | UMP      | 15,77    |          | PS       | 9,54     |          | MoDem    | 8,30     | Tour unique | Tour unique | Tour unique | Tour unique | Tour unique | Tour unique | Tour unique | Tour unique | Tour unique |
| Régionales 2015     |          | UDI-UMP  | 34,10    |          | FN       | 33,72    |          | PS       | 17,62    |          | EELV     | 5,36     |             | UDI-UMP     | 39,54       |             | FN          | 36,93       |             | PS-FG-EELV  | 23,53       |
| Présidentielle 2017 |          | FN       | 41,59    |          | EM       | 17,27    |          | LR       | 16,36    |          | LFI      | 9,77     |             | FN          | 58,56       |             | EM          | 41,44       | Pas de 3e   | Pas de 3e   | Pas de 3e   |
| Européennes 2019    |          | RN       | 48,21    |          | LREM     | 10,71    |          | DLF      | 9,29     |          | LR       | 7,50     | Tour unique | Tour unique | Tour unique | Tour unique | Tour unique | Tour unique | Tour unique | Tour unique | Tour unique |
| Régionales 2021     |          | LC-LR    | 50,30    |          | RN       | 25,44    |          | PS-EELV  | 12,43    |          | LREM     | 6,51     |             | LC-LR       | 56,33       |             | RN          | 24,68       |             | PS-EELV     | 14,56       |
| Présidentielle 2022 |          | RN       | 43,70    |          | LREM     | 23,95    |          | LFI      | 10,86    |          | DLF      | 4,44     |             | RN          | 63,37       |             | LREM        | 36,63       | Pas de 3e   | Pas de 3e   | Pas de 3e   |
| Européennes 2024    |          | RN       | 56,01    |          | RE       | 11,34    |          | PS-PP    | 7,22     |          | REC      | 5,15     | Tour unique | Tour unique | Tour unique | Tour unique | Tour unique | Tour unique | Tour unique | Tour unique | Tour unique |

### Liste des maires
| Période                                  | Période  | Identité         | Étiquette | Qualité     |
| ---------------------------------------- | -------- | ---------------- | --------- | ----------- |
| Les données manquantes sont à compléter. |          |                  |           |             |
| ca 1830                                  |          | Duroy            |           |             |
| Les données manquantes sont à compléter. |          |                  |           |             |
|                                          |          |                  |           |             |
| 1965                                     | 1983     | Ernest Anquetil  |           |             |
| mars 2001                                | 2014     | Fernand Fauqueux |           |             |
| mars 2014                                | En cours | Bruno Prive      | SE        | Agriculteur |
| Les données manquantes sont à compléter. |          |                  |           |             |

## Démographie
L'évolution du nombre d'habitants est connue à travers les recensements de la population effectués dans la commune depuis 1793. Pour les communes de moins de 10 000 habitants, une enquête de recensement portant sur toute la population est réalisée tous les cinq ans, les populations de référence des années intermédiaires étant quant à elles estimées par interpolation ou extrapolation. Pour la commune, le premier recensement exhaustif entrant dans le cadre du nouveau dispositif a été réalisé en 2004.

En 2022, la commune comptait 725 habitants, en évolution de −0,96 % par rapport à 2016 (Eure : −0,25 %, France hors Mayotte : +2,11 %).
| 1793 | 1800 | 1806 | 1821 | 1831 | 1836 | 1841 | 1846 | 1851 |
| ---- | ---- | ---- | ---- | ---- | ---- | ---- | ---- | ---- |
| 680  | 882  | 962  | 885  | 800  | 889  | 842  | 806  | 861  |

| 1856 | 1861 | 1866 | 1872 | 1876 | 1881 | 1886 | 1891 | 1896 |
| ---- | ---- | ---- | ---- | ---- | ---- | ---- | ---- | ---- |
| 890  | 807  | 808  | 734  | 720  | 639  | 638  | 605  | 545  |

| 1901 | 1906 | 1911 | 1921 | 1926 | 1931 | 1936 | 1946 | 1954 |
| ---- | ---- | ---- | ---- | ---- | ---- | ---- | ---- | ---- |
| 502  | 492  | 495  | 376  | 370  | 382  | 366  | 402  | 462  |

| 1962 | 1968 | 1975 | 1982 | 1990 | 1999 | 2004 | 2006 | 2009 |
| ---- | ---- | ---- | ---- | ---- | ---- | ---- | ---- | ---- |
| 435  | 446  | 553  | 576  | 606  | 619  | 642  | 645  | 688  |

| 2014 | 2019 | 2022 | - | - | - | - | - | - |
| ---- | ---- | ---- | - | - | - | - | - | - |
| 730  | 716  | 725  | - | - | - | - | - | - |

## Culture locale et patrimoine

### Lieux et monuments

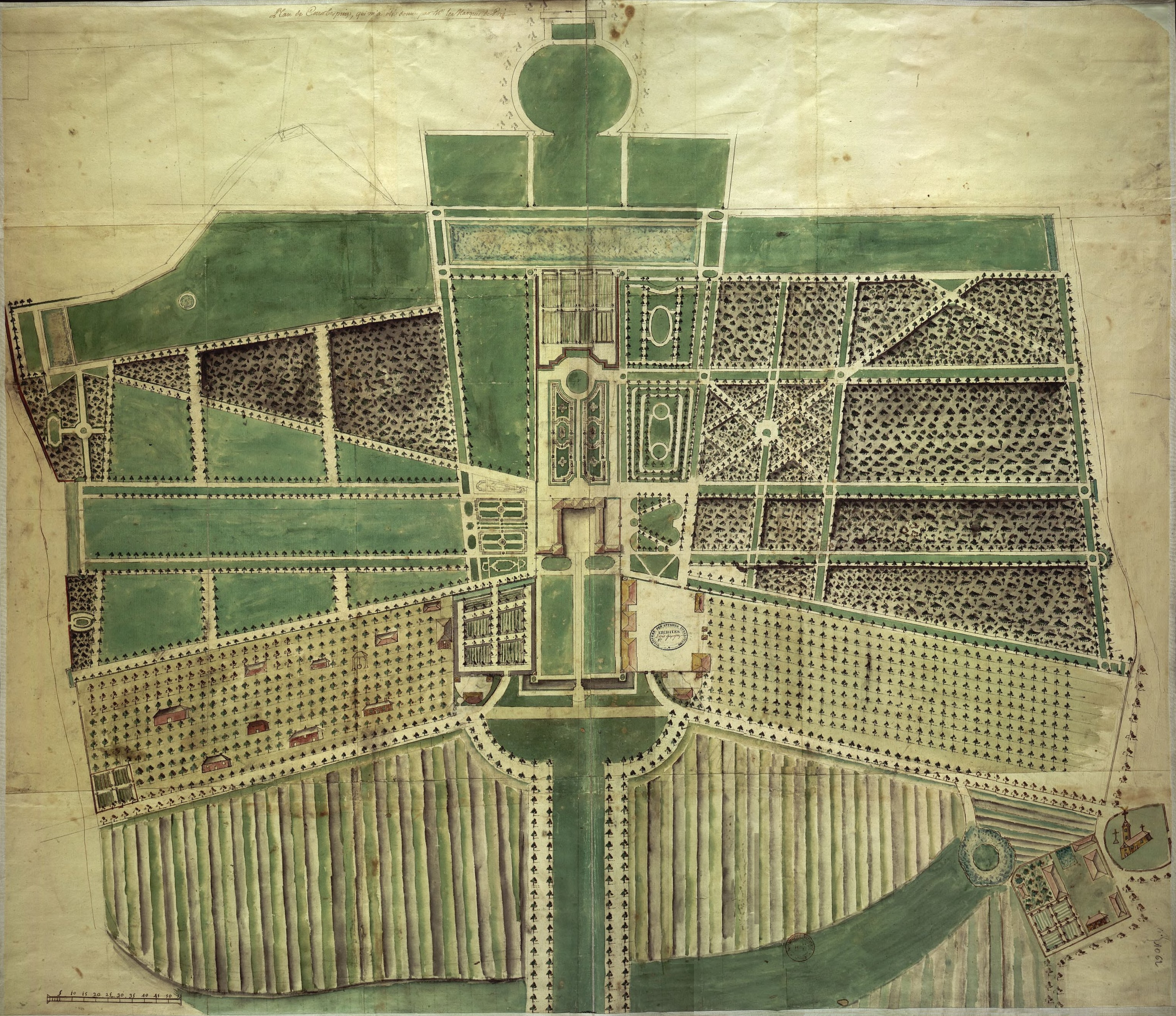
Le plan du château.

- Menhir de Courbépine : la découverte d'une pierre percée au XIXe siècle par Louis-Camille Fouquet sur le chemin du même nom a convaincu la communauté des archéologues de la présence d'un dolmen à proximité. Dans l'attente de retrouver son emplacement, ce monument a été référencé au titre de l’Inventaire général du patrimoine culturel en 1986 comme menhir[28].
- Église Saint-Martin[29], du XIIIe siècle.
- Croix de chemin[30].
- Château du lieu-dit le Désert[31], construit par Léonor II de Matignon, évêque de Lisieux. C'est dans ces murs que la marquise de Prie finit sa vie en 1727. Un quart de siècle après la mort du marquis de Plasnes, Louis de Prie, son mari, le château est vendu puis détruit avant la Révolution. Un survol aérien de la commune laisse apercevoir l'empreinte de l'important domaine[32].

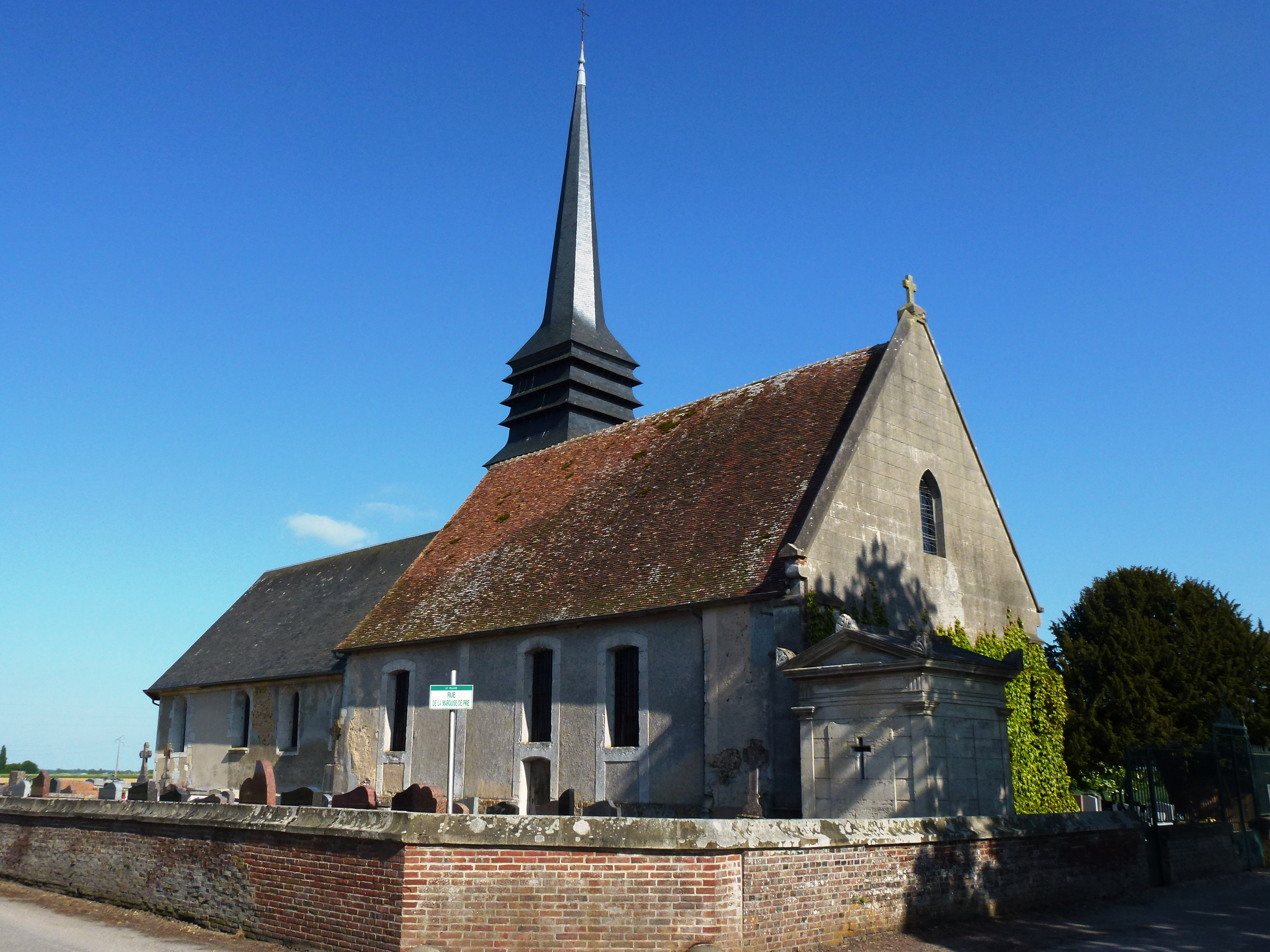
Église.
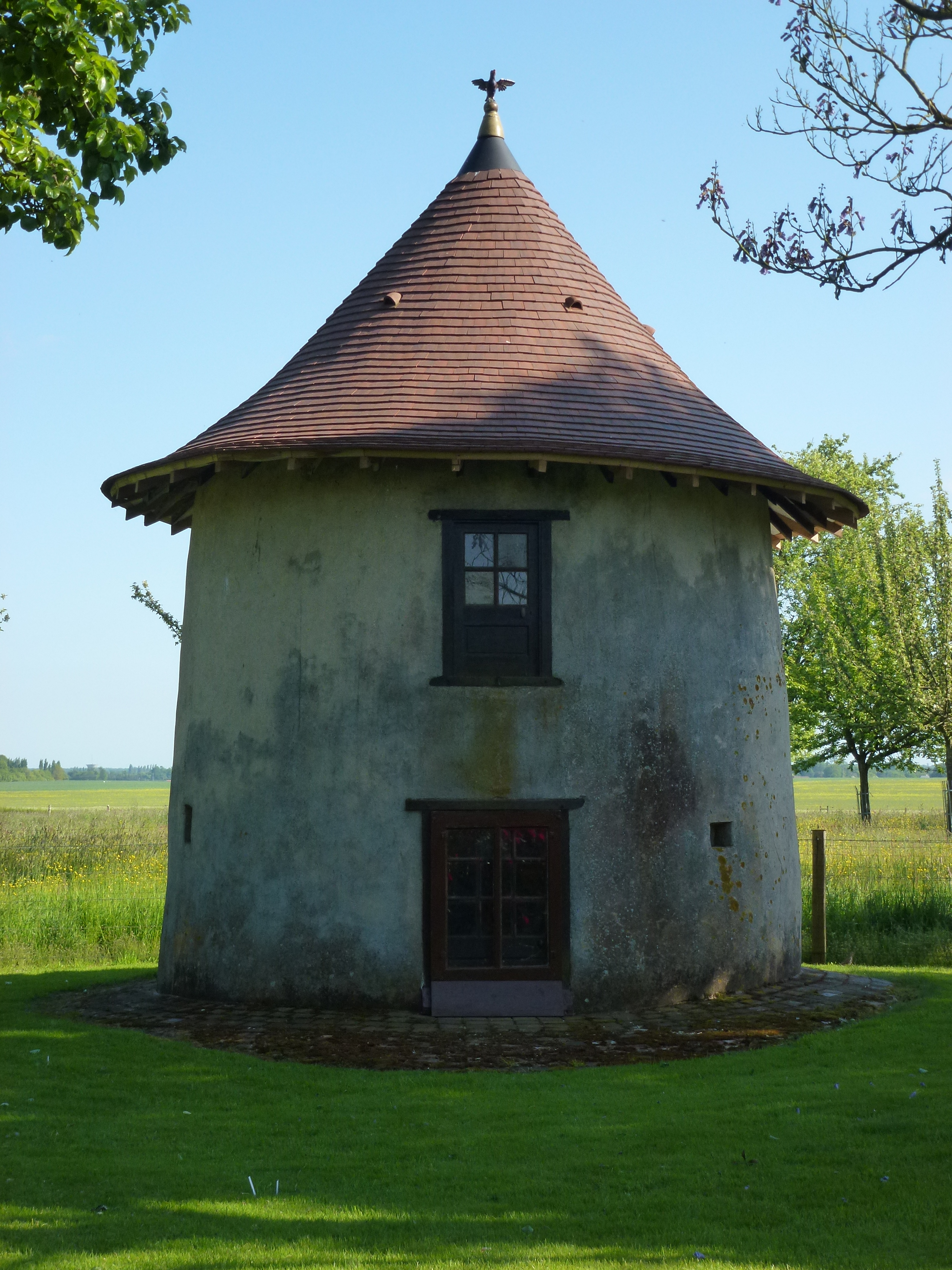
Colombier.
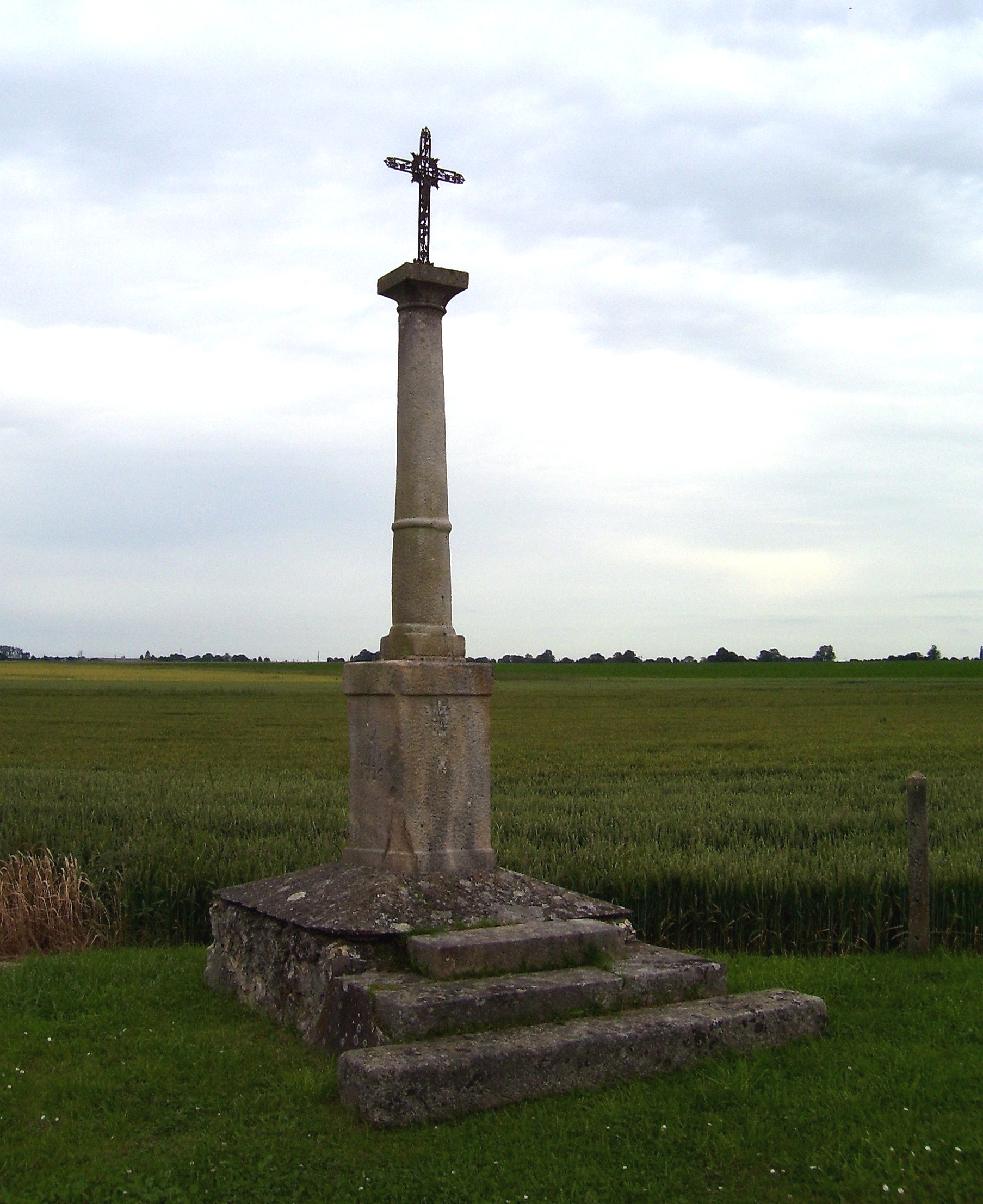
Croix de chemin.
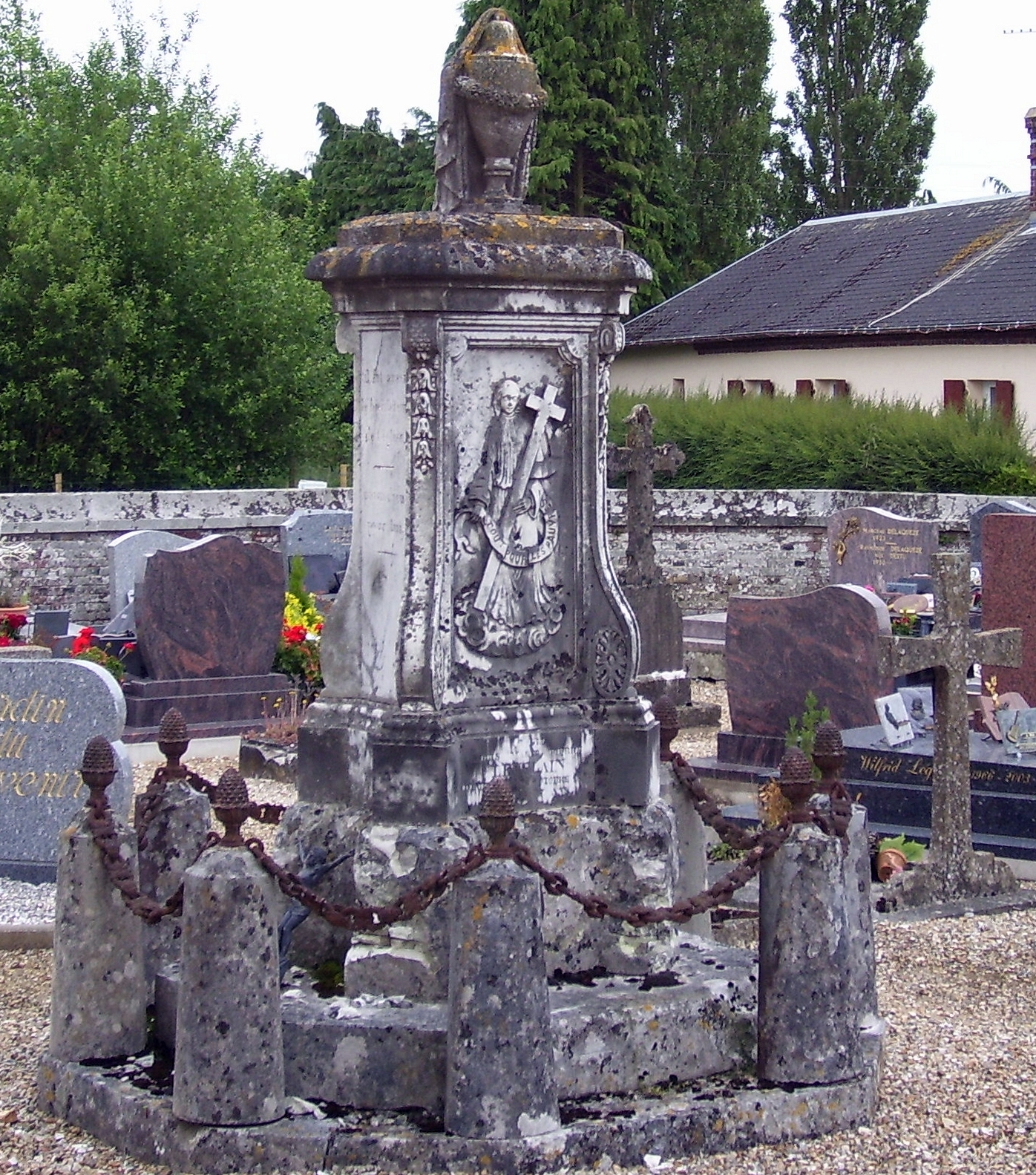
Monument.

### Personnalités liées à la commune
- Jeanne Agnès Berthelot de Pléneuf, marquise de Prie, avait son château à Courbépine où elle est morte en 1727.
- Le stade de la commune a été nommé en l'honneur de l'ancien maire Jean Couture.

### Héraldique
| Blason de Courbépine | Blason  | Coupé : au 1er d'argent à l'aigle bicéphale de sable, au 2e de gueules à trois tiercefeuilles versées d'or. |
| Blason de Courbépine | Détails | Le statut officiel du blason reste à déterminer.                                                            |